# H.S.V. The Braves
H.S.V. The Braves, spelend onder de naam Braves  is een honk- en softbalvereniging uit de Nederlandse stad Gouda.

## Geschiedenis
De vereniging werd opgericht op 1 januari 1965 als honkbalvereniging. In 1979 kwam er een softbalafdeling voor vrouwen en in 1981 softbal voor mannen. De vereniging telt momenteel ongeveer 170 leden. Er zijn senioren-, junioren-, aspiranten-, pupillen en beeballteams. De vereniging heeft sinds 1992 haar accommodatie op het sportcomplex De Uiterwaard, waar een honkbalveld en een softbalveld zijn aangelegd alsmede een kantine.

## Teams van The Braves
The Braves heeft in 2013 de volgende teams:

Senioren
- Hb Heren 1 (1e klasse)
- Hb Heren 2 (3e klasse)
- Hb Heren 3 (4e klasse)
- Sb Heren 1 (3e klasse)
- Sb Dames 1 (4e klasse)
- Sb Dames 2 (5e klasse)

Jeugd
- Hb Junioren 1 (2e klasse)
- Hb Aspiranten 1 (2e klasse)
- Hb Aspiranten 2 (3e klasse)
- Hb Pupillen 1 (2e klasse)
- Sb Aspiranten 1 (1e klasse)
- BeeBall Major League

## Activiteiten bij The Braves
- Braves Jeugdkamp: Elk eerste weekend van de zomervakantie wordt dit tweedaagse evenement gehouden op het complex van de Braves inclusief overnachting.
- Braves Open Dag: Een middag aan het begin van het seizoen om mensen kennis te laten maken met de honk -en softbalsport door middel van een circuit met honk- en softbal spellen.
- Braves Familiedag: Een dag vol met honk- en softbal met zelf samengestelde teams bestaande uit familie en vrienden.
- Braves Knuppeltjes middag/avond: Afsluiting van het seizoen waarbij de knuppeltjes worden uitgereikt voor beste slagman/slagvrouw van het afgelopen seizoen.
- Braves Jeugdtoernooien: Onder andere het Reinier Walthie toernooi voor de jongsten van de club en andere toernooien voor de jeugd en senioren.